# Burnley Football Club
O Burnley Football Club, apelidado de The Clarets (Os Vinhos Tintos) devido a cor de sua camisa, é um clube de futebol profissional situado na cidade de Burnley, no leste do condado de Lancashire, Inglaterra. 
O Burnley foi um dos 12 fundadores da Football League, em 1888, além de ser um dos cinco times que já conquistaram as quatro principais divisões profissionais do país, ao lado de Portsmouth, Wolverhampton Wanderers, Sheffield United e Preston North End. Foi campeão inglês em duas oportunidades (temporadas 1920-21 e 1959-60), da FA Cup uma vez (1913-14) e da Supercopa da Inglaterra duas vezes (1960 e 1973). Entre seus grandes feitos consta, também, as quartas de final da Copa dos Campeões da Europa, atual UEFA Champions League, em 1960-61, quando foi eliminado pelo alemão Hamburgo.
Disputa atualmente a Premier League, a principal divisão do futebol inglês. Manda seus jogos no estádio Turf Moor, onde atua desde 17 de fevereiro de 1883.

## História

### Primeiros anos (1882-1912)

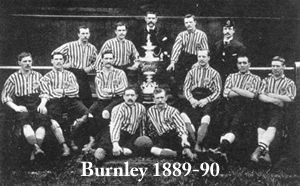
Time do Burnley em 1889

Em maio de 1882, o Burnley Rovers decidiu mudar sua filiação do rugby union para o futebol. Jogou sua primeira partida oficial em outubro do mesmo ano contra o Astley Bridge, na Lancashire Challenge Cup, em jogo que terminou em derrota por 8 a 0. Nos primeiros meses de 1883, o clube mudou-se para Turf Moor e permaneceu lá até os dias atuais. Apenas seu rival local de Lancashire, o Preston North End, ocupou um mesmo terreno, continuamente, por mais tempo.
O Burnley apareceu pela primeira vez na FA Cup em 1885-86, mas foi derrotado de forma humilhante por 11 a 0, quando as restrições de elegibilidade significavam que os reservas deveria ser colocados contra o Darwen Old Wanderers. Em 13 de outubro de 1886, Turf Moor tornou-se o primeiro campo de futebol a ser visitado por um membro de uma família real britânica Quando foi decidido criar a The Football League a partir da temporada 1888-89, Burnley esteve entre os 12 fundadores dessa competição. Foi um jogador seu, chamado William Tait, o primeiro a marcar um hat-trick neste torneio, em partida disputada contra o Bolton em 15 de Setembro de 1888, onde o Burnley alcançou a vitória pelo placar de 4–3. O clube, apelidado como "Turfites", "Moorites" ou "Royalites", terminou em 9º na primeira temporada da liga. No ano seguinte foi ainda pior, concluindo em 11º, apenas um posto acima do rebaixamento, e com uma série de 17 jogos sem vitórias no início do torneio. Foi naquela temporada, no entanto, que o Burnley obteve seu primeiro título, conquistando a Lancashire Cup com uma vitória na final por 2-0 sobre o Blackburn Rovers.
Antes do Burnley ganhar um troféu novamente, ele foi relegado à Segunda Divisão ao final da temporada 1896-97. Eles responderam ao descenso já na temporada seguinte, perdendo apenas 2 de seus 30 jogos ao longo do caminho, antes de ganhar a promoção através de uma série playoff. Burnley e Stoke City chegaram à partida final precisando de um empate para conquistar a vaga na divisão principal (ou, no caso do Stoke, para manter-se na elite). Um 0-0 foi o resultado, segundo relatos, de um "jogo sem um tiro no alvo". A Liga, imediatamente, retirou o sistema de playoffs em favor da promoção e rebaixamento automáticos. Ironicamente, ela também decidiu expandir a divisão superior e outras duas equipes também subiram de patamar para o ano seguinte, anulando o efeito da confusão provocada por Burnley e Stoke City.
O Burnley acabou sendo novamente rebaixado na temporada 1899–1900 e viu-se no meio de uma controvérsia quando seu goleiro, Jack Hillman, foi acusado de tentar subornar os adversários da última partida, a equipe do Nottingham Forest, resultando na suspensão do atleta para toda a temporada seguinte. A equipe precisava de uma vitória neste confronto para evitar o rebaixamento. Este é o caso mais antigo que se tem notícia de combinação de resultados no futebol. Durante a primeira década do século XX, a equipe seguiu disputando a Segunda Divisão, mesmo terminando em último lugar em uma temporada. O sucesso parecia próximo em 1911–12, mas uma derrota no último jogo da temporada evitou a promoção do clube.

### Primeiras glórias (1912-1930)

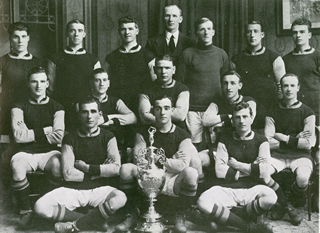
Equipe campeã inglesa da temporada 1920-21

Para a temporada 1910-11, o Burnley mudou suas cores do verde para o vinho tinto e azul-celeste do Aston Villa, o clube de maior sucesso no país naquela época. A temporada 1912–13 viu-os ganhar a promoção da Primeira Divisão mais uma vez, além de chegar à semifinal da FA Cup, ocasião em que acabaram derrotados pelo Sunderland. A próxima temporada foi de consolidação na divisão principal mas, mais importante ainda, a que trouxe sua primeira grande conquista, a FA Cup, vinda com uma vitória por 1-0 sobre o Liverpool, em partida disputada no Crystal Palace. Foi a última decisão do torneio a ser disputada neste estádio, que recebia o evento desde 1895. Esta final foi especialmente histórica na medida em que o rei George V se tornou o primeiro monarca reinante a apresentar uma taça ao capitão vencedor. A equipe vencedora também recebeu medalhas especiais com a inscrição "English Cup Winners" (Vencedores da Copa Inglesa), em vez da habitual "FA Cup Winners" (Vencedores da FA Cup). A Primeira Guerra Mundial impactou a temporada 1914-15, onde o Burnley terminou em 4º lugar, antes do futebol inglês se reorganizar e dar lugar para as necessidades do conflito. Após a retomada do futebol em tempo integral em 1919-20, Burnley sagrou-se vice-campeão, em torneio conquistado pelo West Bromwich Albion. No entanto este não foi o ápice, mas sim uma amostra do que viria no ano seguinte. Burnley perdeu suas três primeiras partidas na temporada, antes de iniciar uma série invicta de 30 jogos. Este recorde de jogos invictos em uma única temporada durou até que o Arsenal passasse invicto por toda a temporada 2003–04. Burnley terminou em 3º lugar na temporada seguinte, mas depois seguiu-se uma deterioração constante em seu posicionamento, com apenas 5º lugar em 1926–27, seguindo até culminar com a queda de divisão em 1929–30.

### Baixo desempenho durante o período pré e durante a Segunda Guerra Mundial (1930-1945)
O Burnley lutou no segundo nível do futebol inglês, evitando um novo rebaixamento em 1931–32 por apenas dois pontos. Os anos até o início da Segunda Guerra Mundial foram caracterizados por finais de temporada sem inspiração, quebrados apenas por uma aparição na semifinal da FA Cup em 1934–35 e o surgimento (e, igualmente, a partida rápida) de Tommy Lawton. Burnley participou das diferentes ligas que continuaram durante a guerra, mas somente para a temporada 1946-47 é que o futebol da liga principal foi restaurado.

### Anos dourados (1946–1976)
Na primeira temporada do futebol no pós-guerra, o Burnley ganhou a promoção à elite por meio do vice-campeonato da Segunda Divisão. Além disso, desempenhou grande campanha na FA Cup, eliminando Aston Villa, Coventry City, Luton Town, Middlesbrough e Liverpool antes de ser, enfim, derrotado pelo Charlton Athletic pelo placar de 1–0 depois do tempo extra, em final disputada no mítico Estádio de Wembley. Terminou em terceiro lugar em 1947-48, que marcou seu retorno à divisão principal depois de longo tempo. Foi quando o clube começou a montar uma equipe capaz de disputar regularmente as primeiras posições. Entre 1954 e 1957, o manager Alan Brown apresentou escanteios curtos e uma grande variedade de estilos de cobranças de faltas, que logo foram copiadas mundo afora. Na temporada 1956–57, Ian Lawson marcou, em sua estreia como jogador profissional aos 17 anos, um recorde de quatro gols contra o Chesterfield pela FA Cup. A mesma temporada viu uma vitória do clube por 9 a 0 sobre o New Brighton, também pela FA Cup - apesar de perder uma penalidade. Para a temporada seguinte, o ex-jogador Harry Potts tornou-se o novo manager. A equipe da década de 1950 girava em torno da dupla de meio-campo formada por Jimmy Adamson e Jimmy McIlroy (uma nova arquibancada do estádio Turf Moor foi nomeada em homenagem a McIlroy na década de 1990). Estes dois foram fundamentais para a equipe vencedora do campeonato de 1959-60, comandada por Potts (que agora dá seu nome para a estrada que leva a Turf Moor). Depois de uma temporada tensa, em que Tottenham Hotspur e Wolverhampton Wanderers foram os outros protagonistas da perseguição ao título da liga, Burnley conquistou o campeonato com uma vitória por 2-1 sobre o Manchester City em Maine Road, no dia 2 de maio de 1960, gols de Brian Pilkington e Trevor Meredith. Embora tivesse estado na disputa durante toda a temporada, o Burnley nunca liderou até o final do último jogo.
Burnley foi um dos clubes mais progressistas da década de 1960, sob o comando do presidente Bob Lord. Eles foram a primeira equipe do mundo a construir um campo de treinamento ao lado do estádio, enquanto todos os outros treinadores ainda treinavam no próprio campo de jogo. Também foi pioneiro em métodos de treinamento inovadores. Entre outras coisas, isso resultou em uma excelente equipe juvenil. Quase todos os membros da equipe campeã de 1959-60 haviam jogado na equipe de base do Burnley. Lord também foi pioneiro nas "especialidades de futebol". The Clarets também foram o primeiro clube a deixar um manager decidir sobre a política de transferência. Depois que este título encerrou a temporada vencedora, a equipe foi para os Estados Unidos para participar do primeiro torneio internacional de futebol da América do Norte, a International Soccer League.
Na temporada seguinte, o Burnley jogou a Taça dos Campeões da Europa pela primeira vez, batendo a equipe francesa do Reims e perdendo para o alemão Hamburgo SV. Foi derrotado, também, pela semifinal da FA Cup, e terminou em quarto lugar na liga. Burnley foi a primeira equipe a girar seus onze titulares para uma partida de liga (em jogo contra o Chelsea). Eles foram multados pela FA, já que isso foi contra as regras da época. Para a temporada 1961-62 alcançaram um honroso segundo lugar na liga e voltaram a disputar uma final de FA Cup, onde um gol de Jimmy Robson foi a única resposta do time aos 3 gols do Tottenham.
Embora longe de ser uma equipe de dois homens, a saída de McIlroy para o Stoke City e a aposentadoria de Adamson coincidiram com um declínio da sorte do Burnley. Adamson rejeitou o cargo de técnico da Seleção da Inglaterra, que depois foi para Alf Ramsey (que acabou vencendo a Copa do Mundo de 1966). Mais prejudicial ainda que a perda de seus dois craques foi o impacto da abolição do salário máximo em 1961; no entanto, eles conseguiram manter o seu lugar da Primeira Divisão ao longo da década, tendo como maiores feitos um 3º lugar no campeonato de 1966 e a semifinal da Copa da Liga em 1968-69. Eles também alcançaram as quartas-de-final da Fairs Cup de 1966-67, em que foram eliminados pelo Eintracht Frankfurt.
- QTF = quartas-de-final

| Temporada | Competição                        | Fase | País               | Adversário          | Placar   |
| --------- | --------------------------------- | ---- | ------------------ | ------------------- | -------- |
| 1960–61   | Taça dos Clubes Campeões Europeus | QTF  | Alemanha Ocidental | Hamburgo SV         | 3–1, 1–4 |
| 1966–67   | Fairs Cup                         | QTF  | Alemanha Ocidental | Eintracht Frankfurt | 1–1, 1–2 |

O restante da década de 60 foi, de outra forma, um período onde o time frequentou o meio de tabela, sendo que Potts foi substituído por Adamson como manager em 1970. Adamson não conseguiu parar a queda de rendimento e o consequente rebaixamento em 1970-71, encerrando assim a era mágica durante a qual, muitas vezes, estiveram entre os melhores do futebol inglês. Burnley teve vários jogadores convocados por seleções nas décadas de 1950 e 1960, incluindo as equipes da Inglaterra (Ray Pointer (3 convocações), Colin McDonald (8) e John Connelly (20), campeão mundial em 1966), Irlanda do Norte (Jimmy McIlroy (55)) e Escócia (Adam Blacklaw (3 caps)).
Burnley ganhou o título da Segunda Divisão em 1972-73, com Adamson ainda no comando. Como resultado, foram convidados a participar da Supercopa da Inglaterra de 1973 onde surgiram como vencedores contra o Manchester City. Na Primeira Divisão, liderada pelo elegante Martin Dobson, o clube conseguiu o 6º posto em 1973-74, além de chegar a outra semifinal da FA Cup, desta vez perdendo para o Newcastle United. Na temporada seguinte, o clube conseguiu o décimo lugar (apesar de Dobson ter sido vendido para o Everton no início daquela temporada), mas foram vítimas de uma das maiores zebras da história da FA Cup em todos os tempos, quando o Wimbledon, então na Southern League, hoje equivalente à sétima divisão nacional, venceu por 1-0 em pleno Turf Moor. Um novo rebaixamento em 1975-76 viu o fim do mandato de Adamson como manager.

### Declínio e quase esquecimento (1976–1987)

Gráfico sobre o desempenho de Burnley desde a temporada inaugural da Football League em 1888-89 até o presente

Seguiram-se três temporadas indescritíveis na Segunda Divisão antes do descenso à Terceira Divisão pela primeira vez em 1979-80. Duas temporadas depois, em 1981-82, agora sob comando de Brian Miller, foram promovidos como campeões. No entanto, esse retorno foi de curta duração, voltando a cair após apenas um ano, apesar de terem alcançado à semi-final da Copa da Liga, registrando vitórias sobre Tottenham e Liverpool, e às quartas-de-final da FA Cup. Apesar da vitória por 1-0 sobre o Liverpool na partida de volta da semifinal da Copa da Liga, isso não foi suficiente para uma chegada à final, já que a equipe havia perdido o jogo de ida por 3-0.
Mudanças gerenciais continuaram a ser feitas em uma busca mal sucedida pelo sucesso de outrora; Miller foi substituído por Frank Casper no início de 1983, e este por John Bond antes da temporada 1983-84. Uma temporada depois, Bond dava lugar a John Benson. Benson estava no comando quando o Burnley foi relegado para o quarto nível do futebol inglês pela primeira vez ao final da temporada 1984-85. Martin Buchan (brevemente) e, depois, Tommy Cavanagh passaram pelo cargo durante a temporada 1985-86, antes de Miller retornar para 1986-87, a qual última partida é até hoje lembrada como "The Orient Game". Depois de uma temporada desastrosa (que também viu uma primeira rodada de FA Cup com derrota por 3-0 para o modesto Telford), o Burnley entrou no último jogo com a necessidade de vencer e ainda torcer para que o Lincoln City perdesse seu jogo. O Burnley venceu o Orient por 2-1 diante de uma plateia de 15.696 torcedores em Turf Moor, salvando-se de um novo e vexatório rebaixamento. Os gols foram marcados por Neil Grewcock e Ian Britton. Ao final da partida, a torcida invadiu o gramado em uma comemoração digna de título. O vídeo desta partida, considerada uma das mais históricas da equipe, pode ser encontrado no Youtube. Esta foi a temporada de pior classificação da história do clube, terminando como 22º da Quarta Divisão.
Para 1986-87, a Football League decidiu introduzir rebaixamento e promoção automáticos entre a Quarta Divisão, que é a última do sistema de ligas, e a Conference National, equivalente à Quinta Divisão nacional e a mais alta da Conferência de Futebol, que reúne equipes profissionais e semiprofissionais. Embora, em retrospectiva, isso tenha servido apenas para desfocar as linhas entre as ligas profissionais e semiprofissionais na Inglaterra, foi percebido que as equipes que perdessem o status da liga poderiam nunca se recuperar disso. Além disso, Burnley teve um novo rival local no Colne Dynamoes, que vinha progredindo rapidamente pelo sistema inglês não-liga, ao mesmo tempo que os ex-campeões da Inglaterra estavam no nível mais baixo da liga.

### Renascimento (1987–2000)
Em maio de 1988, Burnley voltou a Wembley, desta vez para enfrentar o Wolverhampton na final da Football League Trophy. A multidão de 80.000 pessoas que lotou o estádio é o recorde para uma partida entre duas equipes da Quarta Divisão do futebol inglês, culminando com a vitória dos Wolves por 2-0. De fato, acredita-se que este comparecimento seja o maior público no futebol mundial para uma final de campeonato de ligas mais baixas. Em 1991-92, o Burnley foi campeão na última temporada da Quarta Divisão antes da reorganização da liga, tornando-se o primeiro clube a vencer as quatro principais séries inglesas. Dois anos depois, sob comando de Jimmy Mullen, ganharam os playoffs da Football League Two após o sexto lugar na temporada regular, e ascenderam à Football League Championship, a primeira abaixo da Premier League. Isso também foi resultado de uma partida em Wembley, desta vez contra o Stockport County. No entanto, acabaram sendo rebaixados em 1994-95. Após campanhas irregulares nas duas temporadas seguintes, uma queda de desempenho ainda maior ocorreu em 1997-98, com o time escapando por pouco do rebaixamento graças a uma vitória por 2 a 1 sobre o Plymouth Argyle. Chris Waddle foi o manager nessa temporada, mas sua saída e a nomeação de Stan Ternent durante o verão fizeram o clube começar a avançar. Após um modesto 15º lugar em 1998-99, saltaram para um vice-campeonato na temporada seguinte, retornando à League Championship.

### Anos na Championship (2000–2009)
Durante as temporadas 2000-01 e 2001-02, Burnley emergiu como sério concorrente para os playoffs de promoção para a Premier League. Em 2002-03, o rendimento diminuiu apesar de uma boa campanha na FA Cup. Isso foi repetido na temporada seguinte até que, em junho de 2004, os seis anos de Ternent como manager chegaram ao fim. Steve Cotterill foi nomeado para sucedê-lo. O primeiro ano de Cotterill no comando produziu duas participações notáveis em copas, eliminando os clubes da Premier League Liverpool e Aston Villa, mas não passou de um 13º lugar na liga. Ele não conseguiu melhorar para a temporada seguinte, e o Burnley terminou em 17º.

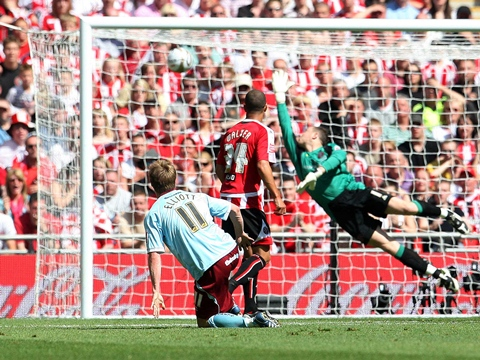
O gol de Wade Elliott deu a vitória ao Burnley por 1-0 sobre o Sheffield United nos playoffs da League Championship, levando os Clarets ao mais alto nível do futebol inglês pela primeira vez em 33 anos

A equipe teve um bom começo para a campanha de 2006-07, mas viu uma nova queda de rendimento antes do Natal, passando a ficar ameaçada pelo rebaixamento. O time daquele ano estabeleceu um recorde do clube para jogos consecutivos sem vitória na liga, com o seu jogo contra Luton Town sendo o 18º na temporada (19 se incluirmos um jogo de copa), o que significa que eles ultrapassaram em uma partida o recorde anterior, que era de 17 jogos seguidos sem vitória na longínqua temporada de 1889-1890. A sequência foi finalmente quebrada em abril, quando o Burnley venceu o Plymouth Argyle por 4-0 em Turf Moor. Depois disso, um curto período de boas partidas nas últimas semanas da competição permitiu ao Burnley terminar confortavelmente acima da zona de descenso, garantindo que eles permanecessem na Championship para a temporada 2007-08.
Na temporada seguinte, os resultados pobres do início da temporada levaram à saída de Cotterill em novembro de 2007. O substituto foi Owen Coyle que, posteriormente, levou a equipe a um total de 62 pontos na temporada 2007-08, a maior pontuação do time em oito anos. A primeira temporada completa de Coyle no comando terminou com o melhor final de Liga dos Clarets desde 1976, culminando com o 5º lugar. Isso foi suficiente para qualificar o clube para os playoffs. O Burnley bateu o Reading por 3-0 no placar agregado da semifinal, e o Sheffield United por 1-0 na final no Wembley Stadium, promovendo a equipe para a Premier League, retornando à elite após 33 anos. Wade Elliott marcou o gol decisivo na partida que conhecida como "The £50,000,000 final", isso devido ao aumento das receitas disponíveis para os clubes da divisão principal após o acordo de pagamentos de direitos de TV substancialmente mais altos.

### Promoções e rebaixamentos na Premier League (2009 em diante)

#### 2009–10 (Premier League)
A cidade de Burnley tornou-se a mais pequena a hospedar um clube da Premier League, sendo 2009-10 a 52ª temporada do clube no topo do futebol inglês. A campanha em casa do Burnley começou bem, incluindo vitórias por 1 a 0 contra o atual campeão Manchester United e também sobre o tradicional Everton, outro top 6 do torneio. Os Clarets tornaram-se o primeiro time recém-promovido à Premier League a vencer os primeiros quatro jogos de liga em seus domínios. No entanto, a sequência que se viu a partir dai foi pobre, simbolizada pela derrota por 3-2 contra os rivais do Blackburn Rovers em outubro. O manager Owen Coyle deixou a equipe em janeiro de 2010, rumo ao Bolton Wanderers. Ele foi substituído por Brian Laws, com Russ Wilcox como seu assistente e Graham Alexander nomeado como jogador-treinador. O Burnley, que já se mostrava com dificuldade para se sustentar na elite nos últimos meses do comando de Coyle, continuou seu declínio sob a nova administração, sendo rebaixado após uma única temporada na divisão principal.

#### 2010–14 (Championship)
O Burnley iniciou a nova temporada 2010-11 como um dos favoritos para a promoção, mas foi bastante inconsistente. Como consequência, Laws foi demitido em dezembro de 2010, com a equipe no 9º lugar. Em seu lugar entrou Eddie Howe, com Jason Tindall como seu assistente. O clube terminou a temporada no oitavo lugar, e, portanto, permaneceu na Championship para o ano seguinte. Em 12 de outubro de 2012, confirmou-se que Howe havia deixado o Burnley para se juntar ao time de sua cidade natal, o Bournemouth, junto com Tindall. O técnico citou motivos pessoais para a mudança. Em 30 de outubro, o ex-manager do Watford, Sean Dyche, assumiu o Burnley.

#### 2014–15 (Premier League)
Em 21 de abril de 2014, o Burnley foi promovido à Premier League para a temporada 2014-15 depois de vencer o Wigan por 2 a 0. com gols de Ashley Barnes e Michael Kightly, na primeira temporada completa de Sean Dyche como manager do clube. A temporada seguinte foi a 53º do time no topo, mas o Burnley foi relegado de volta à Championship em 9 de maio de 2015, apesar de uma vitória por 1-0 contra o Hull City. Outros resultados naquela rodada deixaram a equipe na 17º colocação, sete pontos atrás do Newcastle United e com apenas duas partidas (seis pontos) por jogar.

#### 2015–16 (Championship)
Na janela de transferência do verão de 2015, a equipe perdeu jogadores importantes: o melhor marcador da temporada anterior, Danny Ings, viu seu contrato expirar e se juntou ao Liverpool, enquanto Kieran Trippier e Jason Shackell foram outros nomes que deixaram o elenco. No entanto, o Burnley voltou imediatamente à Premier League em 2016, com uma promoção garantida com uma rodada de antecipação em 2 de maio de 2016, após uma vitória por 1-0 contra o Queens Park Rangers. Outra vitória, desta vez por 3 a 0 contra o Charlton Athletic em 7 de maio, confirmou-os como campeões da divisão, terminando 4 pontos à frente dos concorrentes mais próximos, Brighton & Hove Albion e Middlesbrough. Terminou a temporada com uma série de 23 jogos invictos na liga. Sean Dyche usou apenas 25 jogadores durante a liga, e Andre Gray terminou como artilheiro da competição com 25 gols. Este acesso proporcionou um valor superior a duas vezes em taxas de participação, mérito e TV (cerca de £101 milhões) como primeira temporada da Premier League.

#### 2016–.... (Premier League)
Durante a temporada 2016-17, o Burnley mais uma vez combinou uma excelente campanha em casa com outros resultados fracos, evocando comparações com sua malsucedida campanha de 2009-10. Embora tenham conseguido permanecer acima da zona de rebaixamento durante a maior parte da temporada, levaram seu drama até o jogo contra o Crystal Palace, em 29 de abril de 2017, onde a equipe alcançou sua primeira vitória fora de Turf Moor, resultado de 2-0. Com um empate por 2-2 contra o West Bromwich na antepenúltima partida, o Burnley alcançou 40 pontos. A derrota subsequente do Hull City para o Crystal Palace em 14 de maio foi o suficiente para garantir o time na Premier League por pelo menos mais uma temporada. A campanha de 2017-18 começou com uma vitória sobre o atual campeão Chelsea.

## Estádio

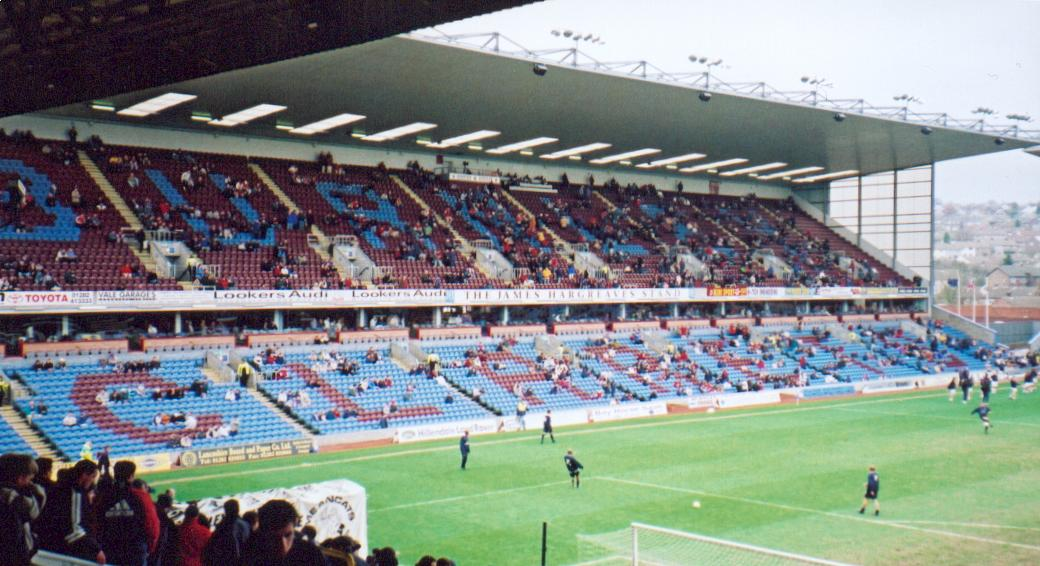
Visão do estádio Turf Moor, na cidade de Burnley

Burnley disputa seus jogos como mandante em Turf Moor desde 1883. O estádio está localizado na Harry Potts Way, via cujo nome homenageia o manager da equipe entre 1958-1970. Ele agora é composto por 4 arquibancadas (stands, em inglês): o James Hargreaves Stand (The Longside), o Jimmy McIlroy Stand (Bee Hole End), o Bob Lord Stand e o Ladbrokes Stand (The Cricket Field Stand) para torcedores adversários. A capacidade atual é de 21.800 pessoas, todas sentadas. As multidões da época da Primeira Guerra Mundial no estádio variavam na faixa de 30.000-40.000, com o recorde de público estabelecido em 1924 contra o Huddersfield, em uma partida da FA Cup, quando 54.755 estiveram presentes.
Em 2008, foram feitos planos para aumentar a capacidade para cerca de 28 mil. Este acréscimo incluiria uma segunda fileira anexada ao Bob Lord Stand, juntamente com uma completa reestruturação. Além disso, uma nova arquibancada foi planejada para substituir a Cricket Field, que também possuía um pavilhão de Críquete e um hotel. No final do mesmo ano, esses planos foram suspensos quando as condições econômicas gerais se agravaram no Reino Unido. No acesso à Premier League em 2009, estimava-se que cerca de 1 milhão de dólares seriam necessários para se adequar aos padrões da liga.
Em 25 de novembro de 2009, o presidente Barry Kilby afirmou que, ao final da temporada, o clube olharia para trás na remodelação proposta para a arquibancada Cricket Field. Em 16 de dezembro, os novos planos de desenvolvimento foram revelados na programação do dia do jogo contra o Arsenal. Estes projetos incluiam uma nova arquibancada Cricket Field, o desenvolvimento da arquibancada Bob Lord e 2 cantos preenchidos. No entanto, o trabalho de construção deveria aguardar um aumento da média de público, bem como o acesso e a estabilização do Burnley na Premier League.

## Principais títulos
| INTERNACIONAIS | INTERNACIONAIS                             | INTERNACIONAIS | INTERNACIONAIS |
|                | Competição                                 | Títulos        | Temporadas |
|                | Copa Anglo-Escocesa                        | 1              | 1978-79 |
| NACIONAIS      | NACIONAIS                                  | NACIONAIS      | NACIONAIS |
|                | Competição                                 | Títulos        | Temporadas |
|                | Campeonato Inglês                          | 2              | 1920-21 e 1959-60 |
|                | Copa da Inglaterra                         | 1              | 1913-14 |
|                | Supercopa da Inglaterra                    | 2              | 1960 e 1973 |
|                | Campeonato Inglês - 2ª Divisão             | 4              | 1897-98, 1972-73, 2015-16 e 2022-23                                                                                  |
|                | Campeonato Inglês - 2ª Divisão (Play-offs) | 1              | 2008-09 |
|                | Campeonato Inglês - 3ª Divisão             | 1              | 1981-82 |
|                | Campeonato Inglês - 3ª Divisão (Play-offs) | 1              | 1993-94 |
|                | Campeonato Inglês - 4ª Divisão             | 1              | 1991-92 |
| REGIONAIS      | REGIONAIS                                  | REGIONAIS      | REGIONAIS |
|                | Competição                                 | Títulos        | Temporadas |
|                | Lancashire Senior Cup                      | 13             | 1889-90, 1914-15, 1949-50, 1951-52, 1959-60, 1960-61, 1961-62, 1964-65, 1965-66, 1969-70, 1971-72, 1992-93 e 2022-23 |
| -------------- | ------------------------------------------ | -------------- | --- |

## Elenco
Última atualização: 05 de fevereiro de 2025.

## Rivalidades
O Burnley aparece na 2ª parte de uma lista de 92 clubes ingleses com seus respectivos rivais principais, com Blackburn Rovers, Halifax Town e Stockport County considerando-o como seu principal rival, e Preston North End, Rochdale e Blackpool considerando-os o seu segundo maior adversário.
Historicamente, o Burnley considera que sua maior rivalidade é com o Blackburn Rovers F.C.. Os jogos entre estes dois times são conhecidos como East Lancashire Derby.

## Torcedores

### Torcedores famosos
- Por volta de 2012, o então príncipe Charles, herdeiro do trono britânico, confirmou ser torcedor do Burnley F.C.[32][33] O príncipe tomou um interesse particular na recuperação e desenvolvimento da região. Suas diversas instituições de caridade auxiliam inúmeros projetos dentro da cidade, e ele mesmo visita Burnley regularmente.[34][35]

- O jornalista Alastair Campbell, antigo porta-voz do ex-primeiro-ministro Tony Blair, é torcedor de longa data da equipe.[36] Ele está regularmente envolvido em eventos com o clube.[37]

- Políticos: Muammar Gaddafi,[38]

### Internet Football Association
Alguns dos fãs do clube jogam pelo Burnley FC Supporters Team na Internet Football Association (IFA), entidade que organiza competições de futebol entre as torcidas do Reino Unido e que é composta por mais de 80 equipes similares. O emblema do clube baseia-se no mesmo usado pelo Burnley em sua camisa clássica de 1975-1979. A equipe foi formada em 2007, quando os adeptos do Burnley foram desafiados a um jogo pelos rivais do Preston North End e acabaram sendo derrotados por 6-1.